# 阿拉巴马大学
阿拉巴馬大學（英語：University of Alabama）位於美国亚拉巴马州塔斯卡卢萨，是一所公立大学，成立于1831年。阿拉巴马大学是阿拉巴马州规模最大的大学之一。

## 歷史

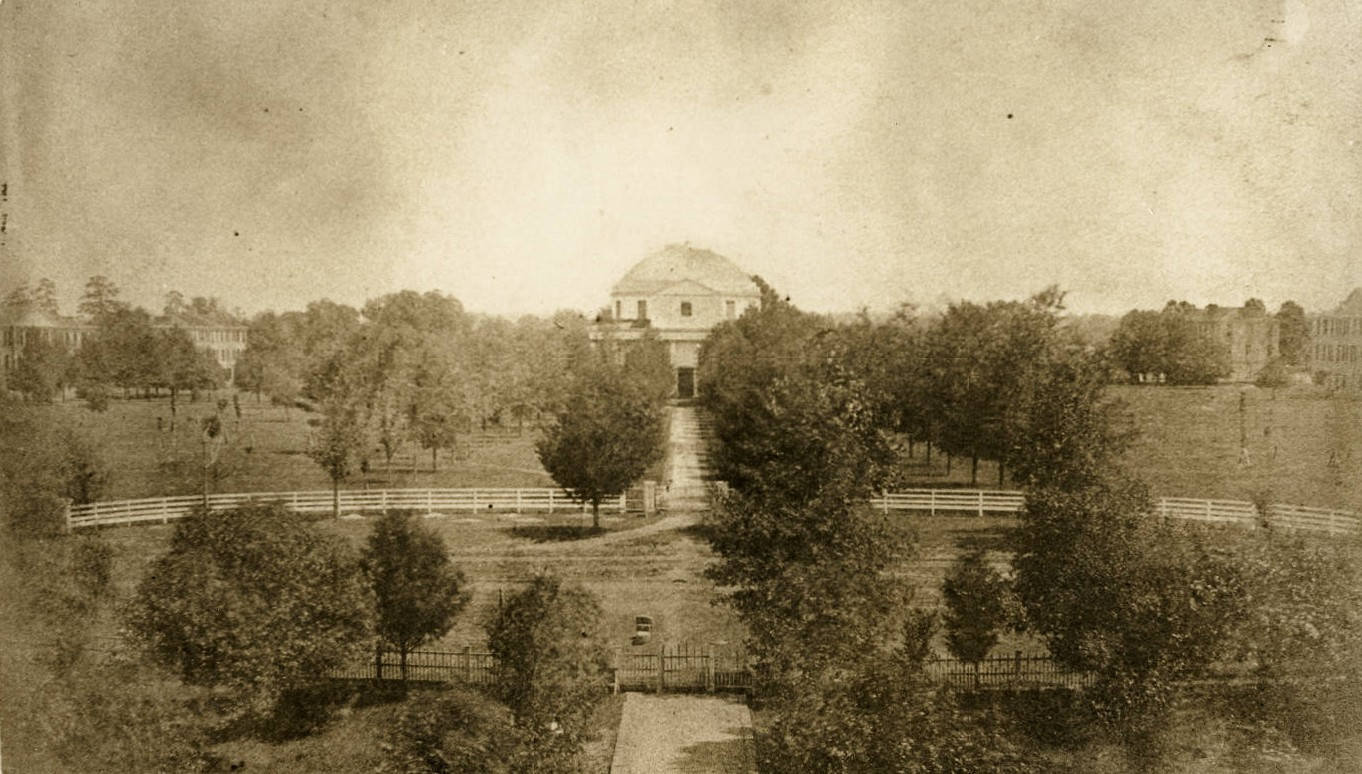
1859年的大學校區，這些建築在1865年4月4日南北戰爭中被毀

1818年美國國會批准剛成立的阿拉巴馬領地建立一座大學城，1819年阿拉巴馬領地升格為阿拉巴馬州之後又增撥了土地。阿拉巴馬州議會在1820年12月18日正式成立“The University of the State of Alabama”（阿拉巴馬州大學），此即阿拉巴馬大學前身。校董會將校址選在塔斯卡卢萨（當時州府候選之一）郊區，建築設計師為威廉·尼古拉斯。尼古拉斯的設計靈感源自弗吉尼亞大學，整個校區以一座圓形建築為中心。該大學在1831年4月18日開學。

## 學術
该大学的图书馆共有290万册藏书。

### 學校排名

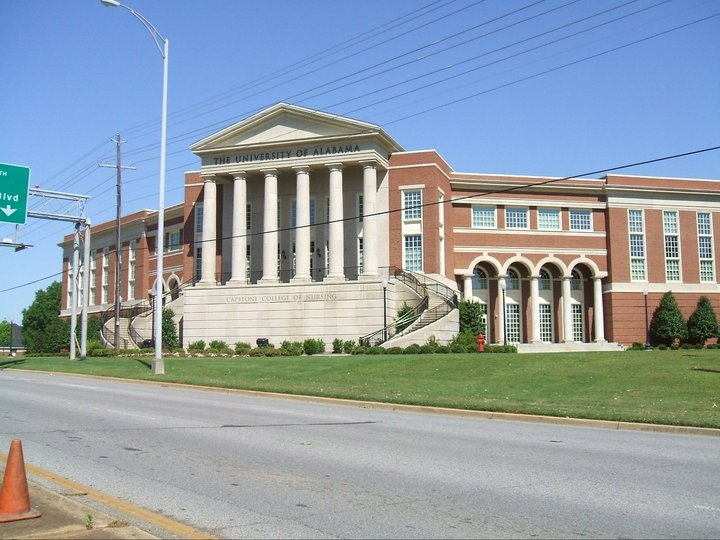
大學的護理學院（Capstone College of Nursing）

阿拉巴马大学是阿拉巴馬州规模最大的大學，根據2024年的美國新聞與世界報導，阿拉巴马大学在全美國家級大學中排名第170名。